# Graissessac

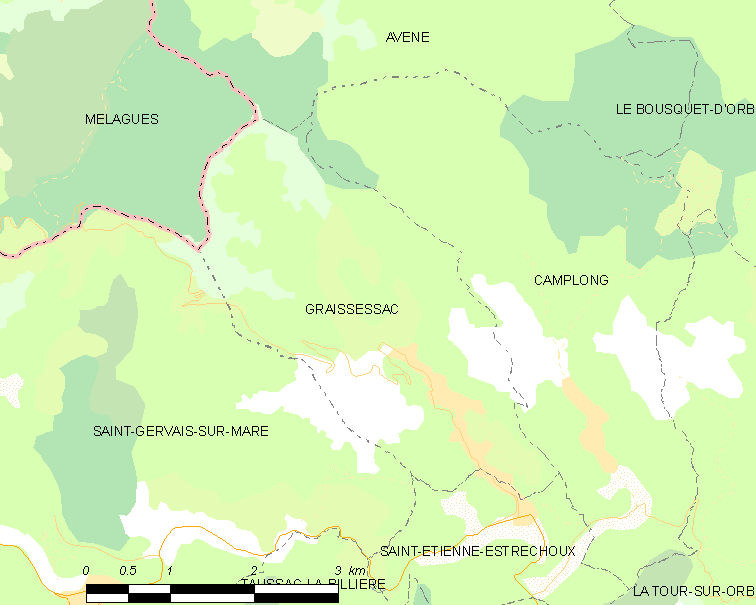
Mapa

 Graissessac  (en idioma occitano Graisseçac) es una población y comuna francesa, situada en la región de Occitania, departamento de Hérault, en el distrito de Béziers y cantón de Clermont-l'Hérault.

## Demografía
| 1962 | 1510 | 1134 | 924 | 687 | 632 | 679 |
| Para los censos de 1962 a 1999 la población legal corresponde a la población sin duplicidades (Fuente: INSEE [Consultar]) |      |      |     |     |     |     |